# Voja Antonić
Voja Antonić  (en cyrillique serbe Воја Антонић, prononcé [ˈʋɔja ˈantɔnitɕ]), né le 12 juillet 1952 à Šabac, en Yougoslavie, est un écrivain, journaliste et inventeur serbe. Il est connu pour avoir créé un ordinateur domestique à construire soi-même, Galaksija, et être à l'origine d'une initiative connexe « Build your own computer Galaksija » avec Dejan Ristanović (en). Cette initiative a encouragé et éclairé des milliers de passionnés d'informatique dans les années 1980 en Yougoslavie. Antonić a fait don de nombre de ses créations personnelles au domaine public. Il a également été rédacteur en chef d'un magazine et a contribué à un certain nombre d'émissions de radio.

## Biographie
Vojislav Antonić, dit Voja, nait le 12 juillet 1952 à Šabac, en Yougoslavie. Lorsqu'il a sept ans, sa famille déménage à Belgrade. Il remporte, en 1966, les concours fédéraux de mathématique et de physique. Très jeune, il se découvre une passion pour le radio amateurisme. Il obtient une licence et un indicatif pour diffuser ses propres ondes. Lorsque la police d'État saisit toutes les unités de la bande CB du pays, les gens se tournent en masse vers les unités de radio amateur. Avec cet afflux de nouveaux arrivants, Voja Antonić arrête le radio amateurisme et se tourne alors vers les nouvelles technologies numériques.
Après avoir lu un livre sur le microprocesseur Zilog Z80, il crée sa première machine, le Jeu de la vie de John Horton Conway, qui montre son état à l'aide d'une matrice 16x16 de LED rouges. Sans ordinateur, Voja Antonić a écrit le code sur papier et a actionné l'entrée du système octet par octet à l'aide de commutateurs rotatifs. Les LED étant chères à l'époque, il lui a fallu des mois pour acheter et installer les dernières LED. Une réplique de sa machine aurait fonctionné sans problème, presque sans interruption, pendant 40 ans.
Lorsque les ordinateurs personnels sont arrivés sur le marché, ils n'étaient pas accessibles en Yougoslavie. Voja Antonić a demandé à un ami aux États-Unis de démonter un TRS-80 Modèle I et de le lui envoyer. Il l'a reçu étiqueté comme "rebut technique", l'a réassemblé et a commencé sa nouvelle passion informatique. Durant ses études à la faculté d'art dramatique, à la fin des années 1970, il a également construit des systèmes informatiques capables de rendu des animations.
En 1981, la Fédération de ski de Serbie s'est tournée vers Antonić pour construire un appareil plus précis de mesure du temps pour les besoins du Championnat des Balkans dans les disciplines alpines et nordiques. Il crée un petit ordinateur alimenté par des piles et emballé avec un écran à cristaux liquides, une imprimante et un clavier dans des valises Samsonite. Au fil des années, cinq modèles différents sont construits, nommés de "Arbitar" à "Arbitar 5", et sont utilisés pendant de nombreuses années. En 1982, il conçoit un système d'alarme pour Elektronika inženjering. 
Alors qu'il était en vacances à Risan, au Monténégro, en 1983, Antonić apprend l'existence d'un moyen intéressant de faire générer un signal vidéo par l'unité centrale de traitement, en utilisant un microprocesseur Zilog Z80A au lieu de la carte graphique traditionnelle plus coûteuse,. De retour chez lui, il teste l'idée et le résultat est un ordinateur à construire soi-même, moins cher et de conception plus simplifiée. Presque au même moment où Antonić fait sa découverte, Dejan Ristanović, un programmeur informatique et journaliste, était chargé de préparer une édition spéciale du magazine Galaksija axé sur les ordinateurs domestiques. Antonić pensait initialement publier ses informations dans le magazine SAM, très populaire à Zagreb, mais après avoir fait la connaissance de Ristanović, les deux hommes ont collaboré et publié le diagramme de l'ordinateur Galaksija dans un numéro spécial intitulé Računari u vašoj kući (Des ordinateurs dans votre maison). Antonić et Ristanović estimaient qu'environ un millier de personnes essaieraient de construire l'ordinateur eux-mêmes, étant donné que le tirage du magazine était de 30 000 exemplaires. Près de 8 000 personnes ont finalement commandé les kits de construction auprès d'Antonić. Antonić a mis le Galaksija dans le domaine public et n'a jamais demandé de compensation. Il voulait que ce soit un projet que tout le monde puisse entreprendre et n'a reçu de compensation que pour l'écriture de l'article du magazine lui-même, pas pour l'ordinateur.
En 1983, son ami Zoran Modli lance une nouvelle section de son émission de radio nationale consacrée aux micro-ordinateurs. Le codage des données étant effectué dans la gamme audio (pour s'adapter au format des cassettes compactes), Voja Antonić et son ami animateur radio ont utilisé les ondes radio pour transférer les données générées par les ordinateurs, leur propre technologie sans fil en ligne de l'ère pré-numérique.
En 1991, lorsque la guerre a éclaté en Yougoslavie, Voja Antonić se retrouve appelé sous les drapeaux. Indiquant qu'il était ingénieur en informatique, un officier lui a demandé de réparer un vieil Apple II, ce qu'il a fait en une journée. Cela lui a valu les faveurs des forces militaires qui l'ont rendu à la vie civile. Durant cette période, il rejoint plusieurs campagnes anti-guerre et anti-Milošević, écrivant des articles contre la terreur.
En 1995, alors qu'il traverse une période difficile de sa vie, il jette la quasi-totalité de ses projets, y compris la documentation et les cinq prototypes du micro-ordinateur Galaksija, l'intérêt pour ce dernier s'émoussant.
En 1999, Voja Antonić crée un dispositif d'analyseur logique, de sonde, de récepteur d'interface série et de compteur de fréquence basé sur le microcontrôleur PIC 16F84 de Microchip. Il est finalement devenu la note d'application 689 (AN689) de Microchip, mais a été retiré par la suite. Microchip a expliqué que la Yougoslavie était confrontée à un embargo des États-Unis, ce qui rendait impossible la promotion de sa technologie dans le monde entier. Bien que le travail ait été publié, la seule compensation demandée par Voja Antonić, un émulateur en circuit MPLAB-ICE 1000 de Microchip, n'a pas été envoyée à Antonić. En 2006, Microchip a rétabli la note d'application 689 et a livré un débogueur en circuit à Voja Antonić.
Il a fait don d'un exemplaire de la Galaksija au Muzej Nauke i Tehnike (musée des sciences et de la technologie) de Belgrade. Antonić quitte la Serbie en 2016 et rejoint les États-Unis, il réside actuellement à Pasadena, en Californie.

## Lutte contre la superstition
Antonić est également connu comme un combattant contre la superstition et la bonne aventure qui a connu une ascension en Serbie à la fin du XXe siècle. Il publie, en 2000, Da li postoje stvari koje ne postoje – vodič za kritičko razmišljanje, en français Existe-t-il des choses inexistantes : un guide de la pensée critique.
Dans la continuité de la lutte contre la divination, populaire en Serbie grâce aux prophètes autoproclamés Miloš et Mitar Tarabić du village de Kremna près Užice , Antonić a publié le livre "La prophétie de Kreman : étude d'une tromperie". Il a déterminé qu'il existe douze éditions des Prophéties de Kremna, qui sont toutes différentes et ont changé au fil du temps. Au cours de ses recherches, il s'est rendu au Kremna, où il s'est vu offrir des "manuscrits originaux" par Mitar Tarabić, qui est analphabète.
En parcourant les bases de données mondiales contenant des inventions brevetées, Antonić a remarqué que certaines étaient trop naïves ou tout simplement impossibles, ce qui a abouti au livre électronique "Des brevets qui ne changeront pas le monde". Le projet suivant, Accessoires pour le bal des vampires été ajouté dans ce livre. Ce "dispositif" sur le principe d'un périscope utilise le fait que les vampires ne se reflètent pas dans un miroir , et il a déclaré qu'il ne voulait pas le breveter car « Albert Einstein ne travaille plus en tant qu'administrateur dans un bureau des brevets, donc il n'y a personne là-bas qui puisse comprendre sa vraie valeur ».

## Publications

### Livres imprimés
- (sr) Da li postoje stvari koje ne postoje – vodič za kritičko razmišljanje [« Existe-t-il des choses inexistantes : un guide de la pensée critique »], V. Antonić, 2000 (ISBN 86-902159-1-3)
- (sr) Kremansko neproročanstvo : studija jedne obmane [« La non-prophétie de Kremna : étude d'une tromperie »], V. Antonić, 2000 (ISBN 86-902159-2-1)

### Livres électroniques
- (sr) Patenti koji neće izmeniti svet [« Des brevets qui ne changeront pas le monde »] (lire en ligne)